# Românii din Spania
Românii din Spania constituie a treia comunitate de români  din Europa și din lume, în afara României . Ei sunt, la rândul lor, a doua cea mai mare naționalitate străină din Spania după comunitatea marocană. Aproximativ 644.473 de persoane de origine română trăiesc în Spania dintr-un total de 5.440.148 de imigranți din Spania.  În ciuda crizei economice care a afectat Spania din 2008, această naționalitate a continuat să crească, deși mai lent, până la atingerea unui maxim de 895.970 de imigranți de această naționalitate în 2012, sau aproximativ o șesime din totalul de 5.711.040 de imigranți, conform cifrelor de la celINE .  De atunci, imigrația românească a scăzut la 644.473 de persoane în 2021.
Motivele pentru care au venit în Spania sunt în principal economice, din moment ce salariile sunt mai mari în Spania decât în România. Un alt motiv este apropierea lingvistică a românei de spaniolă , ambele fiind limbi romanice .
Odată cu reimplantarea permisului de muncă pentru români, autorizat de Comisia Europeană în august 2011 , cetățenii români care au intenționat să vină la muncă în Spania în calitate de salariați au trebuit să proceseze o autorizație prealabilă în baza existenței unui contract de muncă. Măsura nu a afectat românii care locuiau deja în Spania și au putut dovedi că sunt înregistrați ca șomeri sau înregistrați la Securitatea Socială, potrivit Ministerului Muncii. La data de 1 ianuarie 2014, Spania a eliminat restricțiile privind accesul cetățenilor români pe piața muncii.
1. ↑  https://www.mae.ro/travel-conditions/3747